# جولیوس‌تاون (نیوجرسی)
جولیوس‌تاون (به انگلیسی: Juliustown) یک منطقهٔ مسکونی در ایالات متحده آمریکا است که در Springfield Township واقع شده‌است. جولیوس‌تاون ۳٫۳۲۷ کیلومتر مربع مساحت و ۴۲۹ نفر جمعیت دارد و ۳۶ متر بالاتر از سطح دریا واقع شده‌است.